# Helicoverpa commoni
Helicoverpa commoni là một loài bướm đêm trong họ Noctuidae.